# Принципат

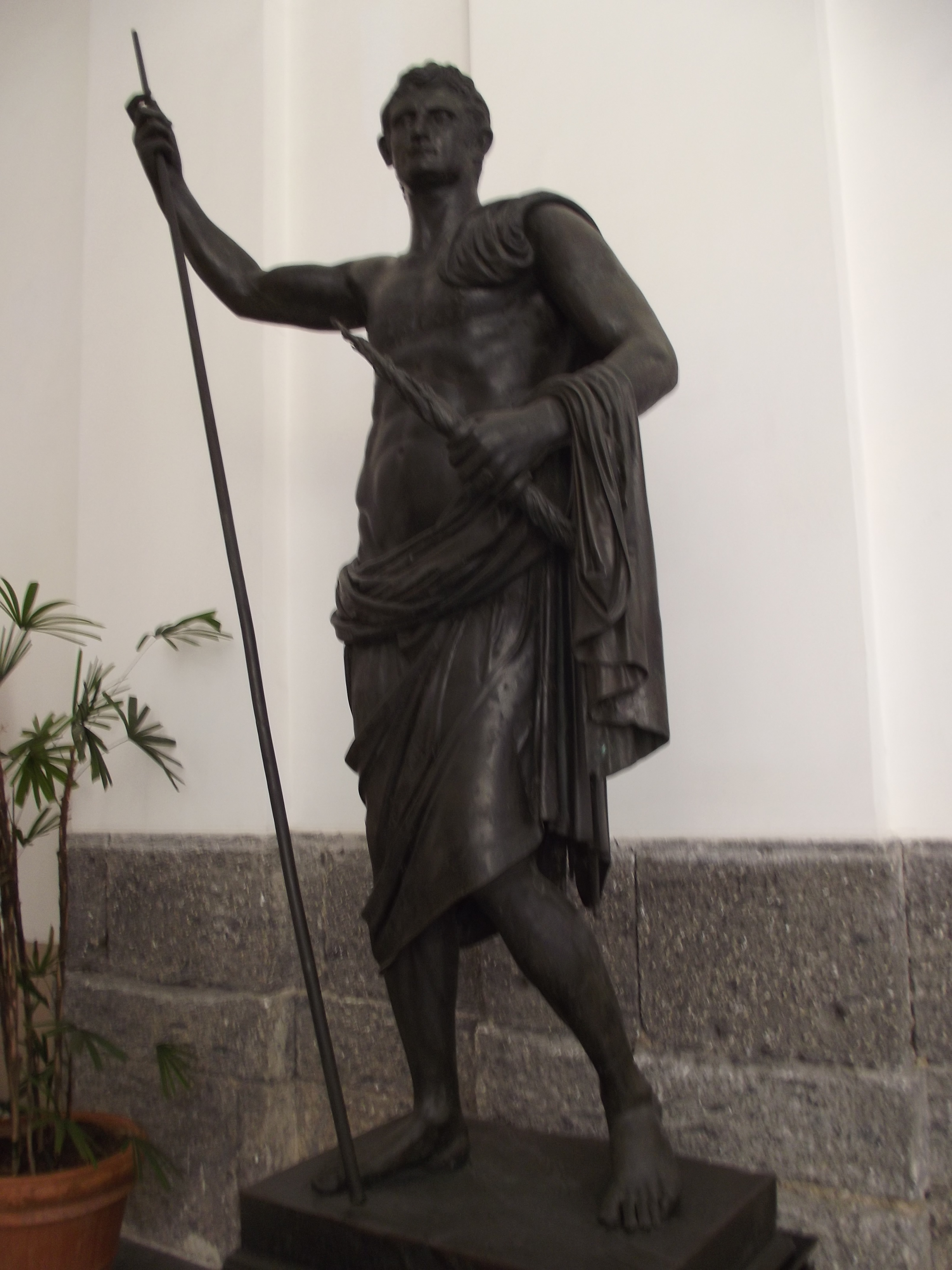
Император Октавиан Август в образе Нептуна. Бронзовая скульптура из Геркуланума

Принципа́т (лат. principatus, от princeps — «первый сенатор; сенатор, открывающий заседание») — условный термин в исторической литературе, обозначающий существовавшую в Древнем Риме в эпоху ранней Империи (27 до н. э. — 284) особую систему правления, монархическую по содержанию, но республиканскую по форме. Обладатели высшей государственной власти именовались преимущественно титулом «принцепс», чем подчёркивался их статус не монарха-самодержца, а так называемого «первого среди равных».
В историографии римский правитель наиболее часто именуется «императором», хотя основные юридические полномочия глава государства имел как народный трибун и принцепс сената.
Система принципата стала оформляться при Августе, главенствующее положение которого основывалось на обладании рядом ключевых должностей. Октавиан Август и его преемники, будучи первыми сенаторами, одновременно сосредотачивали в своих руках высшие гражданские полномочия («пожизненный народный трибун»), цензорские полномочия, руководство религиозными культами (понтификат) и военную власть консула.
Должность принцепса формально не была наследственной и продолжало существовать республиканское устройство: Сенат, народные собрания, магистратуры; но эти институты утратили прежнее политическое значение, так как выборы в них и их деятельность регулировались принцепсом. Реальная власть была сосредоточена в руках принцепса-императора и приближённых к нему чиновников, его личной канцелярии, штат которой непрерывно рос, а сфера деятельности расширялась.
Термину «принципат» в исторической литературе соответствует термин «ранняя империя», который считается более точным. На смену принципату пришёл доминат, где монархические черты видны гораздо более явственно, а республиканские институты большей частью упразднены, некоторые реорганизованы в монархические.
Возникновению принципата предшествовал, как выделяет его проф. СПбГУ А. Б. Егоров, один из больших системных кризисов в древнеримской истории — эпохи гражданских войн 133—31 годы до н. э.
Профессор МГУ В. С. Сергеев отмечал, что первые десятилетия принципата для всего римского мира характеризовались оживлением во всех областях экономической и культурной жизни.
Как отмечает Э. Д. Фролов, создатели принципата стремились восстановить значение традиционных языческих римских культов, авторитет которых во II—I веках до н. э. сильно пошатнулся.